# Groß Molzahn
Groß Molzahn – gmina w Niemczech, w kraju związkowym Meklemburgia-Pomorze Przednie, w powiecie Nordwestmecklenburg, wchodzi w skład urzędu Rehna.